# تحوتموس دوم
تحوتموس دوم یا توتموس دوم، چهارمین فرعون در دودمان هجدهم مصر بود که پس از پدرش تحوتموس یکم به تاج و تخت رسید. او تعداد کمی سازه در مصر ساخت و جنگ‌های کم‌اهمیتی داشت. او با دختر پدرش یعنی خواهر ناتنی‌اش حتشپسوت که کاملاً از خاندان سلطنتی بود ازدواج کرد و او را به مقام ملکه مصر و یگانه همسر سلطنتی رساند. تحوتموس بسیار از او تأثیر می‌پذیرفت و به دلیل بیماری که داشت برای اداره کشور به او تکیه کرده بود. در این دوره حتشپسوت دخالت‌های فراوانی در مسائل سیاسی می‌کرد. چون به اعتقاد بسیاری از تاریخ‌نگاران حتشپسوت وارث اصلی بود و یک خط خونی بی‌عیب و نقص داشت و به خاطر بیماری شدید توتمس دوم تبدیل به قدرت واقعی پشت تاج و تخت فرعون شده بود.

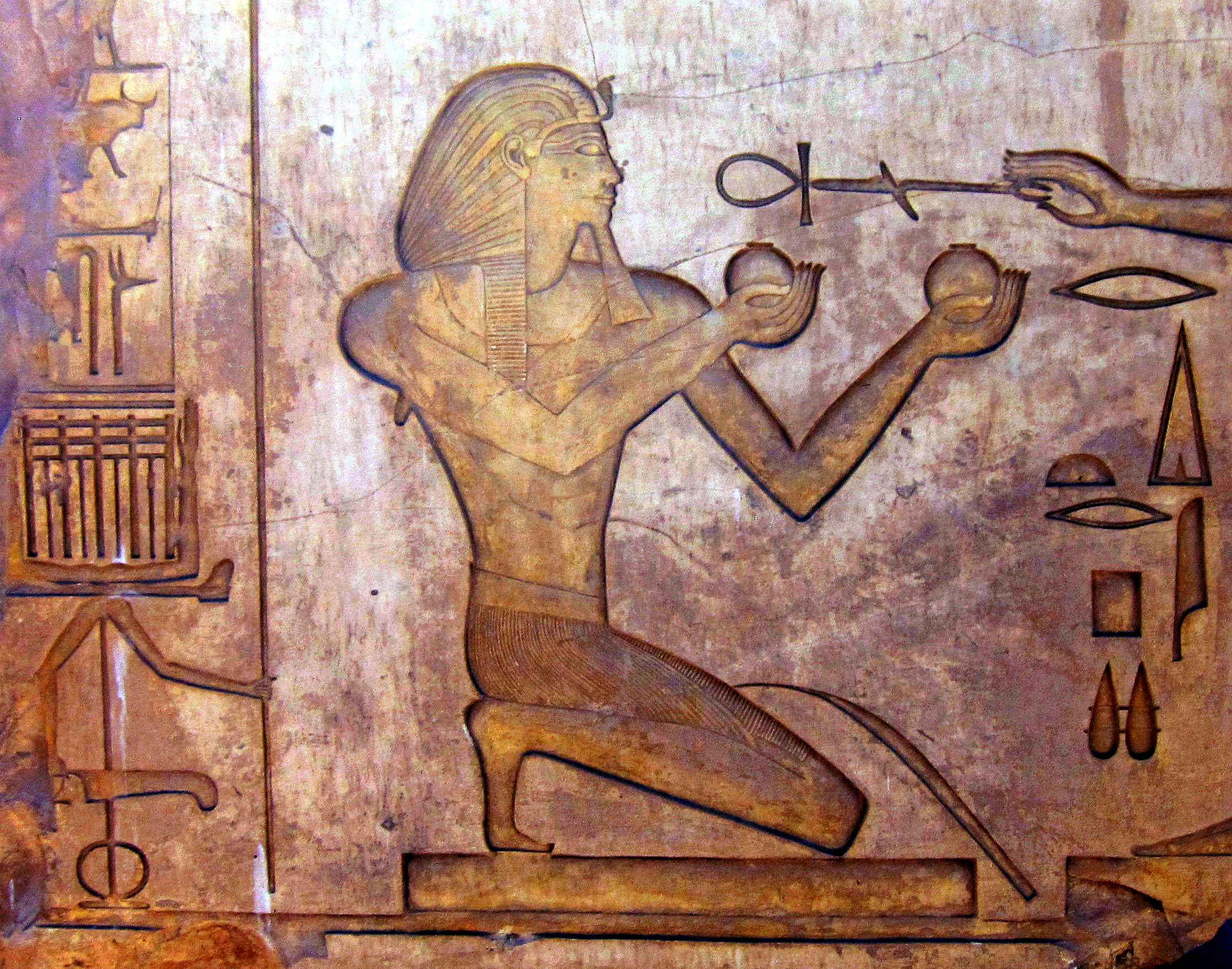
نگاره تحوتموس دوم در معبد کارناک واقع در اقصر

دوران فرمانروایی تحوتموس دوم اغلب میان سال‌های ۱۴۹۳ تا ۱۴۷۹ پیش از میلاد عنوان می‌شود. با آنکه در میان مصرشناسان دربارهٔ درستی آن بحث وجود دارد. پیکر او در گور دی‌بی۳۲۰ در بالای معبد-آرامگاه حتشپسوت در دیر البحری پیدا شد و امروزه در موزه مصر در قاهره نگهداری می‌شود.
مقبره‌ای که او ابتدا در آن خاک شده بود در فوریه ۲۰۲۵ در دره غربی گورستان طیبه در نزدیکی اقصر پیدا شد.

## کارزارها
در هنگام تاج‌گذاری تحوتموس دوم، کوش شورش کرد. این منطقه پیشتر نیز در هنگام دوران گذار از یک فرعون به فرعون دیگر چنین شورش‌هایی را تجربه کرده بود. تحوتموس سپس این ناحیه نوبی‌نشین را به گونه کامل زیر فرمان خود برد. ولی هنگامی که نظامیان تحوتموس در حال عقب‌نشینی به دژی که توسط او ساخته شده بود بودند، تعدادی شورشی از خنثن‌نوفر دوباره دست به شورش زدند. به دلیل جوان بودن او در هنگام آن نبرد، تحوتموس دوم خود در جنگ شرکت نکرد و تنها گروهی از ارتش را برای سرکوب نافرمانی فرستاد. به نظر می‌آید که او با کمک ارتشبدان ارتش پدرش به سادگی موفق به انجام این کار شد.
به نظر می‌آید که تحوتموس دوم ضد مردمان بدوی شاسو در صحرای سینا نیز کارزارهایی داشت. اهموسه پن‌نخبت می‌نویسد که این جنگ کوچک بود. ولی تکه نوشته‌ای به دست آمده توسط کورت ست نشان می‌دهد که او نبردی در شمال سوریه داشته و تا مکانی به نام نییی که توتموس در آن پس از گذر از رود فرات همانند پدرش به شکار فیل پرداخت، پیش رفته است. از این رو می‌توان نتیجه گرفت که نبرد با شاسو در میانهٔ راه به سوریه اتفاق افتاده است.

## مقبره
آرامگاه تحوتموس دوم، که توسط اشرد عمر در سال ۲۰۲۲ کشف شد و در سال ۲۰۲۵ به آن نسبت داده شد، یک مقبره سلطنتی متعلق به مصر باستان است که در منطقه وادی جبانت القُرود در غرب اقصر واقع شده است. این مقبره که با شماره مقبره وادی C-4 نیز شناخته می‌شود، توسط یک هیئت باستان‌شناسی مشترک مصری-بریتانیایی شناسایی شد. این مقبره به توتمس دوم، فرعونی از قرن‌های ۱۶ تا ۱۵ پیش از میلاد مرتبط است. مومیایی تحوتموس در این مقبره وجود نداشت. زیرا قبلاً در سال ۱۸۸۱ در مخزن سلطنتی (Royal Cache) کشف شده بود. به نظر می‌رسد چند سال پس از مرگ او سیل به مقبره راه یافت. بنابراین مقام‌های وقت مصر محتویات آن را به مخزن سلطنتی بردند. دولت مصر این مقبره را نخستین مقبره سلطنتی مصری اعلام کرد که از زمان کشف مقبره توت‌عنخ‌آمون در سال ۱۹۲۲ پیدا شده است.

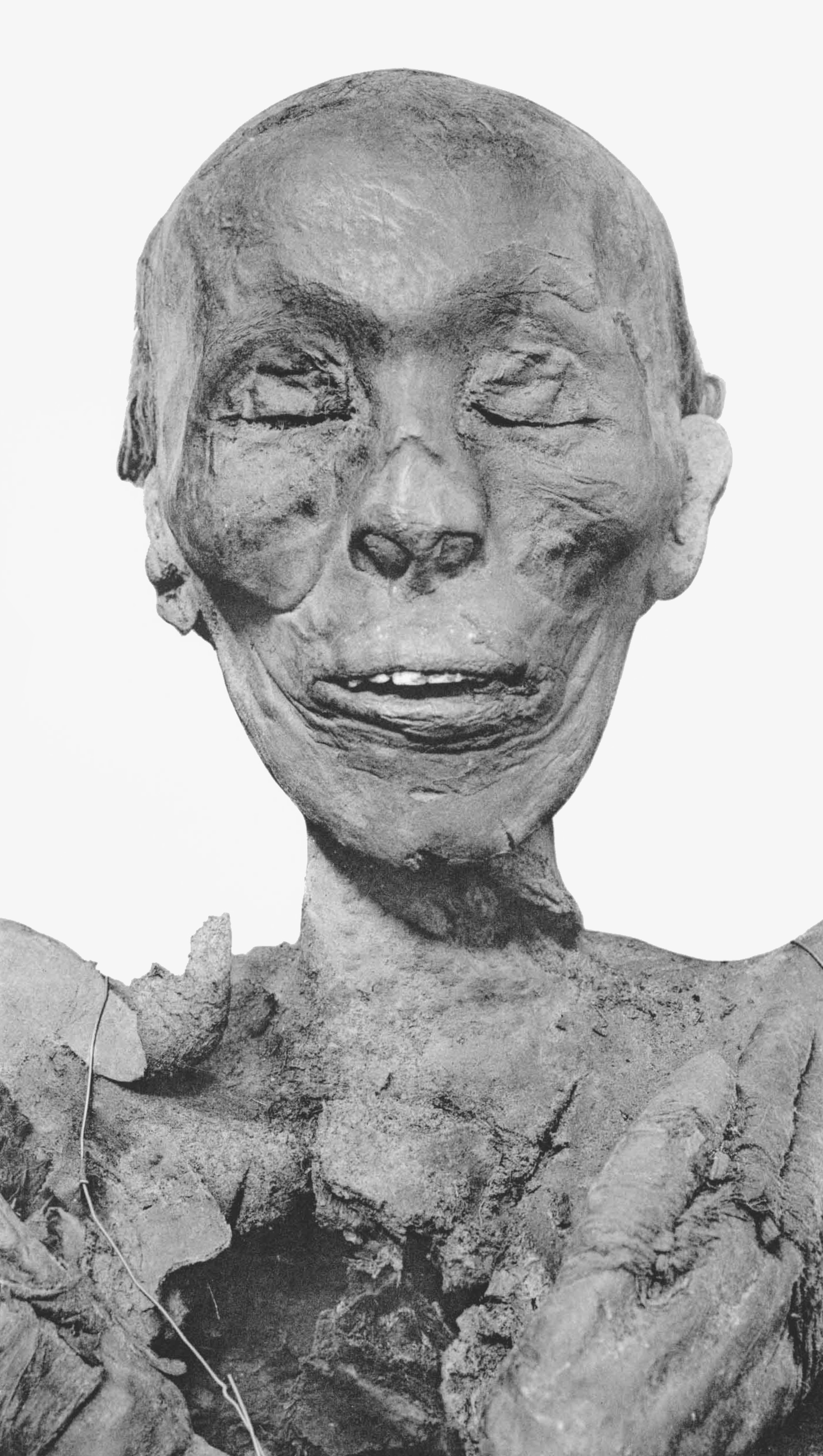
مومیایی تحوتموس دوم

مومیایی تحوتموس دوم در سال ۱۸۸۱ در گور دی‌بی۳۲۰ که به پنهانگاه دیرالبحری معروف است یافت شد. جسد او به همراه دیگر شاهانی چون اهمسه یکم، آمنهوتپ یکم، پدرش تحوتموس یکم، پسرش تحوتموس سوم، رامسس یکم، ستی یکم، رامسس دوم، و رامسس نهم پیدا شد.

## مرگ و مومیایی
مومیایی تحوتموس دوم در ۱ ژوئیه ۱۸۸۶ به دست گستون مسپرو از هم باز شد. از لحاظ چهره، او شباهت بسیاری به تحوتموس یکم داشته و شکل صورت و جمجمه آن دو به هم شبیه هستند. بدن تحوتموس دوم اما توسط دزدان مقبره‌های مصر باستان آسیب فراوان دید: دست چپ او از مفصل شانه جدا شده بود، ساعد نیز به همچنین از آرنج جدا شده بود. دست راستش نیز در زیر آرنج تکه گردیده بود. سینه توسط جسم تیزی همچون تبر برای یافتن جواهرات شکافته شده بود و پای راست از بدن جدا افتاده بود.

با آنکه همه این آسیب‌ها پس از مرگ پدید آمده بودند، شواهد بر بدن او نشان می‌دهند که او مرگ سختی را تجربه کرده بود. به گفته مسپرو:
او به سختی به سن سی سالگی رسید. هنگامی که بیماری بدی به سراغش آمد به گونه‌ای که حتی فرایند مومیایی‌کردن، آثارش را از میان نبرد. پوست به قطعات مجزا تکه‌تکه شده بوده و زخم‌هایی بر آن دیده می‌شد. بخش بالایی جمجمه بی‌مو بود و بدن لاغر و نحیف به نظر می‌آمد؛ گویی که بدن تحلیل رفته باشد و نیرو و توان حرکتی ماهیچه‌ها از میان رفته باشند.